# Der blaue Berg
Der blaue Berg (La Montagne bleue) est un tableau de Vasily Kandinsky, peint en 1908-1909, conservé au Solomon R. Guggenheim Museum à New York (États-Unis).

## Historique
D’après le catalogue manuscrit de l’artiste cette œuvre est peinte en 1908-1909, Gabriele Münter précisant en hiver.

## Description
Cette huile sur toile, 106 × 96,6 cm, montre une montagne bleue, un arbre jaune et un arbre rouge, trois cavaliers et quelques autres personnages en bas de la toile.